# Nyranerpeton amilneri
Nyranerpeton amilneri è un anfibio temnospondilo estinto, appartenente ai dissorofoidi. Visse nel Carbonifero superiore (circa 310 - 307 milioni di anni fa) e i suoi resti fossili sono stati ritrovati in Europa.

## Descrizione
Questo animale doveva assomigliare a una salamandra, ed è noto per alcuni scheletri di piccole dimensioni di esemplari presumibilmente allo stadio larvale, lunghi solo pochi centimetri. Nyranerpeton era molto simile ad altri temnospondili ben conosciuti, come Branchiosaurus e Micromelerpeton, ma possedeva alcune caratteristiche uniche: il vomere ventrale era dotato di una cresta dentata trasversale priva di zanne appaiate, e le ossa frontali erano molto corte (più corte delle ossa parietali e lunghe quanto le ossa nasali); il loro margine frontale non raggiungeva l'orbita, come anche nelle forme larvali di Limnogyrinus e di Tungussogyrinus. 

## Classificazione
Nyranerpeton è stato descritto per la prima volta nel 2012 da Ralf Werneburg, sulla base di resti fossili ritrovati nel giacimento di Nýřany in Repubblica Ceca. Questo piccolo anfibio è stato subito attribuito ai dissorofoidi, un gruppo molto diversificato di anfibi paleozoici tra i quali vanno ricercati gli antenati di anuri e urodeli, ma la sua attribuzione a livello di famiglia era incerta a causa di alcune caratteristiche insolite (Werneburg, 2012). Successive analisi hanno dimostrato che Nyranerpeton era affine ad alcuni dissorofoidi europei, come Micromelerpeton e Limnogyrinus, e quindi è stato classificato nella famiglia Micromelerpetidae (Schoch e Milner, 2014); ulteriori analisi hanno indicato che Nyranerpeton occupasse una posizione derivata all'interno della famiglia, e che fosse il sister taxon di Branchierpeton. Limnogyrinus, Micromelerpeton ed Eimerisaurus, invece, sembrerebbero generi più basali (Schoch e Witzmann, 2018)